# کیتا تویاما
کیتا تویاما (ژاپنی: 外山 佳大؛ زادهٔ ۲۶ اکتبر ۱۹۹۷) یک بازیکن فوتبال اهل ژاپن است.
از باشگاه‌هایی که در آن بازی کرده‌است می‌توان به باشگاه فوتبال تسپاکوستاسو گونما اشاره کرد.